# Katedra Zwiastowania Najświętszej Maryi Panny w İskenderun
Katedra Zwiastowania Najświętszej Maryi Panny w İskenderun – rzymskokatolicka katedra Wikariatu apostolskiego Anatolii znajdująca się w İskenderun, w Turcji. Mieści się przy ulicy Yenisehir Mah. Mithat.
Została wybudowana w latach 1858–1871 przez zakon karmelitów. Po pożarze w 1887, została odbudowana w latach 1888–1901. Aktualnie duszpasterstwo w katedrze jest prowadzone przez zakon Franciszkanów Konwentualnych (od 2003).
Katedra została znacznie zniszczona w wyniku trzęsienia ziemi w 2023 roku.